# Stade de Wembley (1923)
Cet article concerne le stade construit en 1923 et démoli en 2003. Pour le nouveau stade, voir Wembley Stadium. Pour le quartier, voir Wembley.
Le stade de Wembley, officiellement baptisé British Empire Exposition Stadium et souvent simplement appelé Wembley, est un stade situé à Wembley, dans le nord-ouest du Grand Londres, construit en 1923 et démoli en 2003.
Inauguré le 28 avril 1923 en vue de la British Empire Exhibition de 1924, il devient le stade national anglais. Wembley a notamment accueilli les Jeux olympiques de 1948, la finale de la Coupe du monde de football de 1966, remportée à domicile par l'Angleterre, ainsi que de nombreux autres événements sportifs ou musicaux. « Temple du football » selon le footballeur Pelé, le stade était reconnaissable à ses fameuses Twin Towers en français : « tours jumelles ».
Dans le cadre des Jeux olympiques de 2012, il a été décidé de démolir ce site. Le stade est ainsi détruit en 2003 afin de laisser place à une nouvelle arène, le Wembley Stadium.

## Historique

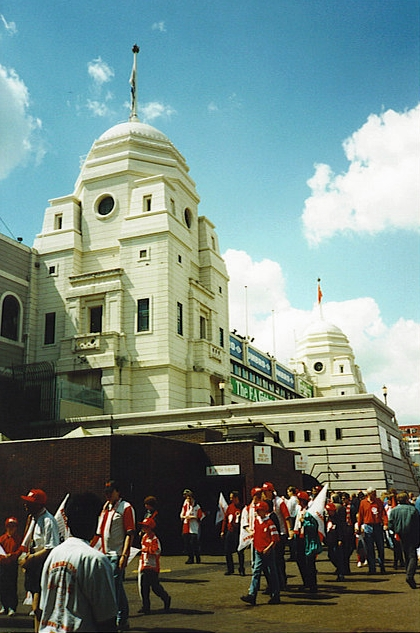
Les Twin Towers du stade de Wembley.

Le stade de Wembley est construit à l'occasion de la British Empire Exhibition en français : « exposition impériale britannique » de 1924 dans le parc de Wembley, où les Londoniens pratiquent le sport (football, cricket...) depuis les années 1880. Les plans sont signés par les architectes Sir John Simpson (en) et Maxwell Ayrton (en) ainsi que l'ingénieur Sir Owen Williams (en). Les travaux de construction sont engagés en 1922 par l'entreprise Sir Robert McAlpine (en), sur l'emplacement de la tour de Watkin (Watkin's Tower). Leur coût est alors estimé à 750 000 £.
Le stade est ouvert au public le 28 avril 1923 à l'occasion de la finale de la Coupe d'Angleterre 1923, quatre jours après la fin des travaux. Dans un stade considéré comme le plus grand du monde, la FA ne prévoit pas d'achat de tickets à l'avance, sous-estimant le nombre de supporters intéressés. Enchantée d'assister à cette inauguration, la foule se presse en grand nombre: 126 047 billets sont officiellement vendus mais entre 150 000 et 250 000 spectateurs ceinturent l'enceinte,,. Un an plus tard, le 12 avril 1924, le stade accueille son premier match international entre l'Angleterre et l'Écosse (1-1).
Le stade est officiellement inauguré par le roi George V le 23 avril 1924, lors de l'ouverture de l'exposition. D'abord baptisé British Empire Exhibition Stadium, et plus simplement appelé Empire Stadium, il accueille donc l'exposition, dont l'ouverture est prolongée en 1925.
Destiné à être un stade éphémère, détruit à la fin des festivités, il est sauvé à la suite de l'intervention de l'Écossais Sir James Stevenson, président du comité d'organisation de l'exposition. Cependant le stade n'intéresse pas les investisseurs, qui ne le considèrent pas comme viable financièrement. Arthur Elvin (en), un jeune entrepreneur, profite de l'activité liée à l'exposition impériale puis aux chantiers de démolition des bâtiments annexes au stade, pour acquérir une fortune toute modeste. Il offre finalement de racheter le stade à son propriétaire, James White (en), pour 127 000 £, essentiellement à crédit. Malgré le suicide de ce dernier, le marché est conclu. Elvin pourra revendre une partie des parts, tout en restant majoritaire, et devenir directeur de la Wembley Company.
Elvin assure la survie financière du site en l'ouvrant à de nouveaux sports : course de lévrier, motocross, etc. Le stade de Wembley accueille quelques matchs de modestes clubs de Londres : Leyton Orient en 1930, Ealing AFC en 1930-1931. À l'occasion des Jeux de l'Empire britannique de 1934 on fait construire l'Empire Pool and Sports Arena, qui dispose notamment d'une piscine. Elvin tiendra enfin un rôle capital dans l'obtention et l'organisation des Jeux olympiques de Londres de 1948, ce qui lui vaudra d'être anobli par le roi George VI en 1947. Le stade de Wembley accueille les cérémonies d'ouverture et de clôture, les épreuves d'athlétisme ainsi que les finales des tournois de football et de hockey sur gazon, devenant ainsi un « stade olympique ». L'Arena accueille elle les épreuves de natation et de boxe.
En 1963, le stade se voit ajouter un tableau d'affichage électrique et un toit entourant tout le stade, en aluminium et verre translucide. Il accueille trois ans plus tard la finale de la Coupe du monde de football de 1966, la première remportée par l'Angleterre au bout d'une finale épique face à l'Allemagne,.
Le club d'Arsenal FC accueille lors des saisons 1998-1999 et 1999-2000 ses matchs de Ligue des champions. Ce club dispose à l'époque d'un stade vétuste et de taille modeste, l'Arsenal Stadium à Highbury, ce qui l'amène à déposer une offre d'achat du stade de Wembley. Finalement les dirigeants se raviseront et décideront de faire construire un nouveau stade, l'Emirates Stadium, inauguré en 2007.
Jusqu'en mai 2000, la finale de la FA Cup se tient traditionnellement à Wembley, mais l'enceinte est également le stade de l'équipe d'Angleterre de football. Stade largement destiné au football, Wembley est également le stade national du rugby à XIII : le plus grand rendez-vous national annuel de l'enceinte est certainement la finale de la Challenge Cup elle s'y déroule tous les ans depuis 1929 et l'équipe nationale y dispute régulièrement ses rencontres internationales. Wembley était aussi doté d'une piste de course de lévriers et les réunions de cette discipline y furent nombreuses. Cette piste était également utilisée par les athlètes et les courses de speedway. D'autres sports furent également pratiqués à Wembley : hurling et football gaélique de 1958 au milieu des années 1970 à l'occasion du tournoi annuel de Wembley, cricket, football américain et même quelques matchs du Tournoi des Six Nations de l'équipe du Pays de Galles de rugby à XV lors du chantier du Millennium Stadium.
Malgré son histoire, le stade s'éloigne progressivement des critères modernes de confort. Ce stade, construit à « la va-vite », n'était pas conçu spécifiquement pour le football. Les tribunes derrière les buts, arrondies, étaient assez éloignées du terrain. Le confort du stade était médiocre. Celui-ci ferme finalement ses portes en octobre 2000 après un dernier match opposant l'Angleterre et l'Allemagne, puis est rasé en 2003, après une dernière polémique sur la conservation ou non des tours jumelles qui, finalement furent également démolies. En juin 2004 débute à son emplacement la construction du nouveau Wembley.

## Événements accueillis

### Football

#### Finales de coupes anglaises

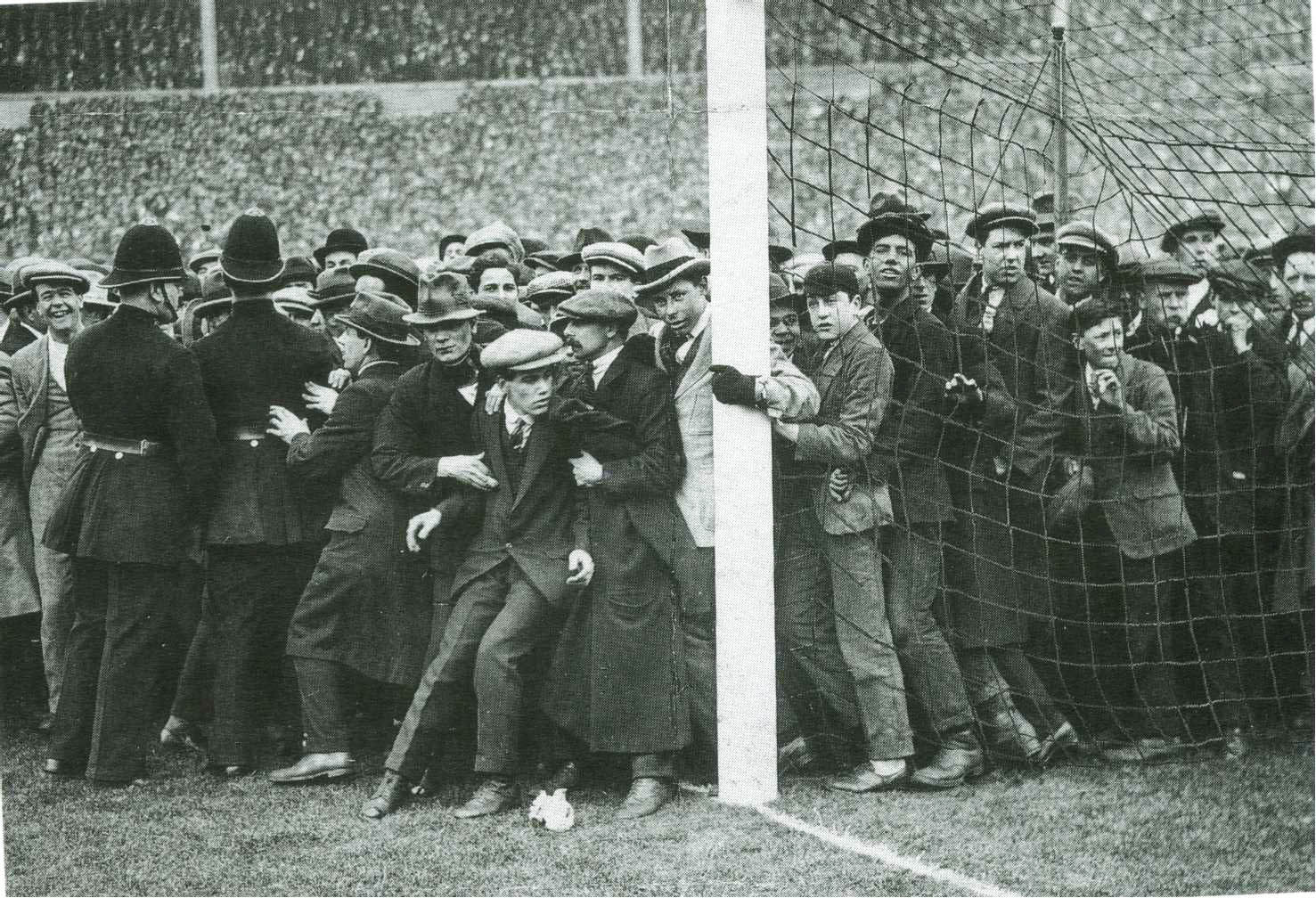
La foule débordante de la première finale en 1923.

Le stade de Wembley accueille jusqu'en 2000 les principaux évènements du football anglais : finales de la Coupe d'Angleterre (FA Cup) à partir de 1923, finales de la Coupe de la Ligue anglaise à partir de 1967, Community Shield à partir de 1974, et finale du Football League Trophy à partir de 1985.
Lors de la première finale de la FA Cup que Wembley accueille le 28 avril 1923, qui oppose Bolton Wanderers FC et West Ham United FC, l'afflux de spectateurs dépasse largement la capacité du stade. La confusion est totale, et la foule, compressée dans les tribunes, trouve en partie refuge sur le terrain. La police intervient pour faire évacuer la pelouse afin que le match puisse avoir lieu. Un policier, George Scorey, monté sur un cheval blanc nommé Billie, est particulièrement actif dans cette tâche et laissera d'ailleurs son nom à cette finale très particulière : The White Horse Final. La partie peut finalement se tenir avec 45 minutes de retard devant un stade plein comme un œuf, et des fans sur les lignes de touche et de corner. En hommage à cet événement, une passerelle près du stade est baptisée en 2006 White Horse Bridge (en).
La finale de Coupe d'Angleterre de 1953 oppose Blackpool, l'équipe du fameux Stanley Matthews, 38 ans, et Bolton Wanderers. Matthews, un joueur très réputé, remporte ce jour-là le principal trophée de sa carrière en réalisant une prestation exceptionnelle. Son équipe, menée 3-1 à une demi-heure de la fin du match, l'emporte finalement 4-3. Le match est connu aujourd'hui comme The Matthews Final.

#### Football international

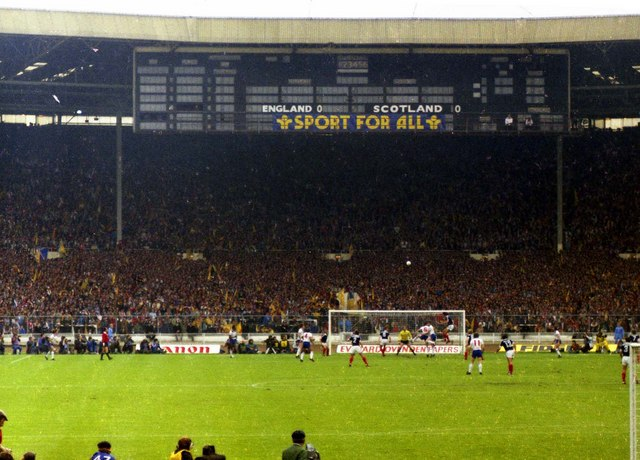
Match entre l'Angleterre et l’Écosse en 1981.

Avant la construction de Wembley, l'équipe nationale anglaise accueille ses adversaires, au premier rang desquels l’Écosse dans différents stades du pays. La majorité, et notamment pour le premier match international opposant les deux nations en 1870, sont organisés à the Oval, un terrain de cricket situé dans le quartier de Kennington, à Londres.
Longtemps après l'inauguration de Wembley, seule l’Écosse a le privilège d'y défier l'Angleterre, les autres sélections étant reçues ailleurs. La première sélection autre à y être invitée est finalement l'Argentine, en 1951. En 1953, la Hongrie, alors considérée comme la meilleure équipe au monde, est la première sélection à venir y battre l'Angleterre (6-3). Cette rencontre est parfois qualifiée de « match du siècle ».
En 1956 et 1971, la sélection de Grande-Bretagne vient y jouer des matchs de qualifications pour les Jeux olympiques.
En 1966, le stade de Wembley est la principale enceinte de la Coupe du monde de football de 1966. Elle accueille notamment la finale, au cours de laquelle l'Angleterre remporte son premier titre de champion du monde face à l'Allemagne (4-2 a. p.). Trente ans plus tard, Wembley est au centre d'une autre compétition internationale, le Championnat d'Europe de football 1996. Tous les matchs de l'Angleterre s'y déroulent, jusqu'à la demi-finale perdue aux tirs au but face à l'Allemagne, ainsi que la finale où cette dernière bat la République tchèque (2-1, but en or).
Les deux derniers matchs de l'Angleterre dans son temple sont autant de défaite, face à l’Écosse puis l'Allemagne, en matchs qualificatifs pour l'Euro 2000 et la Coupe du monde 2002 respectivement. Cette dernière défaite provoque la démission de Kevin Keegan, après 18 mois sur le banc de la sélection.

#### Finales de coupes européennes
Le vieux stade de Wembley accueille sept finales européennes entre 1963 et 1993.
| Compétition                                                  | Vainqueur         | Finaliste          | Score | Affluence |
| ------------------------------------------------------------ | ----------------- | ------------------ | ----- | --------- |
| Coupe des clubs champions européens 1962-1963                | Milan AC          | Benfica Lisbonne   | 2-1   | 45 715    |
| Coupe d'Europe des vainqueurs de coupe de football 1964-1965 | West Ham United   | TSV Munich 1860    | 2-0   | 97 974    |
| Coupe des clubs champions européens 1967-1968                | Manchester United | Benfica Lisbonne   | 4-1   | 92 225    |
| Coupe des clubs champions européens 1970-1971                | Ajax Amsterdam    | Panathinaïkos      | 2-0   | 83 179    |
| Coupe des clubs champions européens 1977-1978                | Liverpool FC      | FC Bruges          | 1-0   | 92 500    |
| Coupe des clubs champions européens 1991-1992                | FC Barcelone      | UC Sampdoria Gênes | 1-0   | 70 827    |
| Coupe d'Europe des vainqueurs de coupe de football 1992-1993 | Parme AC          | Royal Anvers       | 3-1   | 37 393    |

### Jeux olympiques de 1948

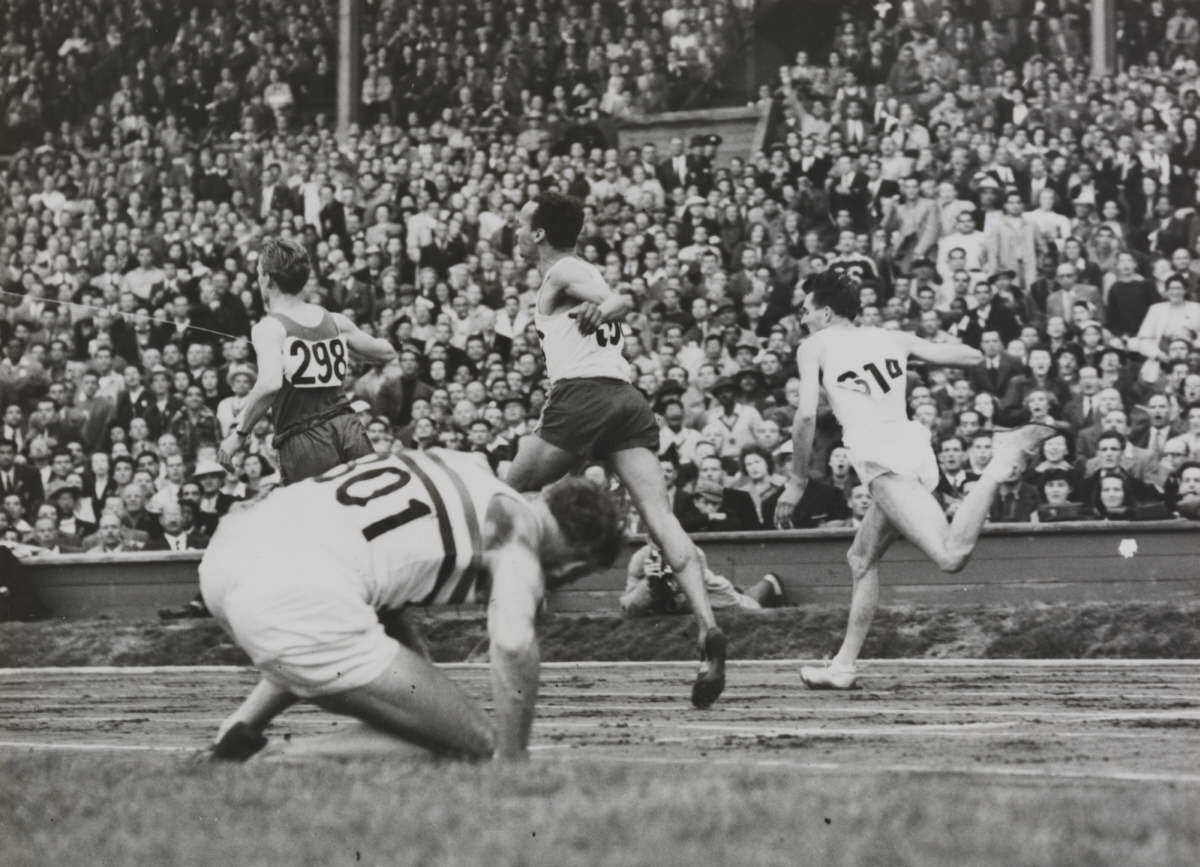
Arrivée du 110 m haies des JO de 1948 à Wembley.

Le stade de Wembley est le principal stade des Jeux olympiques d'été de 1948, dont les vedettes sont la Néerlandaise Fanny Blankers-Koen et le Tchécoslovaque Emil Zátopek. Le stade abrite les épreuves d'athlétisme, les demi-finales et la finale des tournois de hockey sur gazon et de football, le Prix des Nations en équitation.

### Autres sports
Rugby à XIII
- Finale de la Coupe d'Angleterre de rugby à XIII (Challenge Cup), 1929 à 1931, 1933 à 1939 et 1946 à 1999.
- Finale de la Coupe du monde de rugby à XIII 1989-1992, 24 octobre 1992
- Finale de la Coupe du monde de rugby à XIII 1995, 28 octobre 1995

Catch
- SummerSlam (1992), 29 août 1992

Speedway
- Entre 1936 et 1960 Wembley accueille les quinze premières finales du championnat du monde de Speedway, puis neuf autres jusqu'en 1981.

### Musique
Outre les rendez-vous sportifs, Wembley accueillit également de grands événements musicaux tels que le concert Live Aid le 13 juillet 1985, le concert hommage des 70 ans de Nelson Mandela le 11 juin 1988 et The Freddie Mercury Tribute le 20 avril 1992. Parmi les artistes ayant évolué à Wembley lors de grands concerts, citons Queen, Dire Straits, Kiss, The Rolling Stones, Madonna, U2, Pink Floyd, Genesis, Aerosmith, Guns N' Roses, Metallica, AC/DC, Oasis, Tina Turner, les Spice Girls, ou encore Michael Jackson, qui donnera au total 15 concerts à Wembley (dont 7 en 1988 lors du Bad World Tour). Le groupe américain Bon Jovi fut le dernier à se produire à Wembley les 19 et 20 août 2000.
- The London Rock and Roll Show, 5 août 1972 ;
- Concerts de Queen (The Magic Tour), 11 et 12 juillet 1986 ;
- Concerts de Genesis (The invisible touch tour) 1,2,3,4 juillet 1987, immortalisés dans la VHS parue en 1988 et le DVD Live at Wembley Stadium publié en 2003.
- Concerts de Madonna (Who's That Girl Tour), 18, 19 et 20 août 1987 ;
- Concert hommage des 70 ans de Nelson Mandela (Nelson Mandela 70th Birthday Tribute), 11 juin 1988
- Concerts de Michael Jackson - Bad World Tour : 14, 15, 16, 22 et 23 juillet, 26 et 27 août 1988 (le concert du 16 juillet est dans le DVD Michael Jackson: Live at Wembley July 16, 1988) - Dangerous World Tour : les 30, 31 juillet, 20, 22 et 23 août 1992 - HIStory World Tour : les 12, 15 et 17 juillet 1997
- Concert de Madonna (Blond Ambition Tour), 20, 21 et 22 juillet 1990 ;
- Concert hommage à Freddie Mercury (The Freddie Mercury Tribute), 20 avril 1992 ;
- Concerts de Madonna (The Girlie Show), 25 et 26 septembre 1993 ;
- Concerts de Bon Jovi, 23, 24 et 25 juin 1995 (immortalisés dans le DVD Live From London) ;
- Concerts des Spice Girls lors du Spice World Tour les 19 et 20 septembre 1998 ;
- Concert de KISS (Psycho Circus Tour), 12 juin 1999 ;
- Concerts de Céline Dion, 10 et 11 juillet 1999 ;
- Concerts de Tina Turner en 2000 (sept concerts, immortalisés dans le DVD Twenty Four Seven Tour) ;
- Concerts d'Oasis les 21 et 22 juillet 2000, immortalisés dans l'album et DVD Live Familiar To Millions;
- Concerts de Bon Jovi, 19 et 20 août 2000 (ultimes concerts donnés au Stade de Wembley avant fermeture).

## Galerie

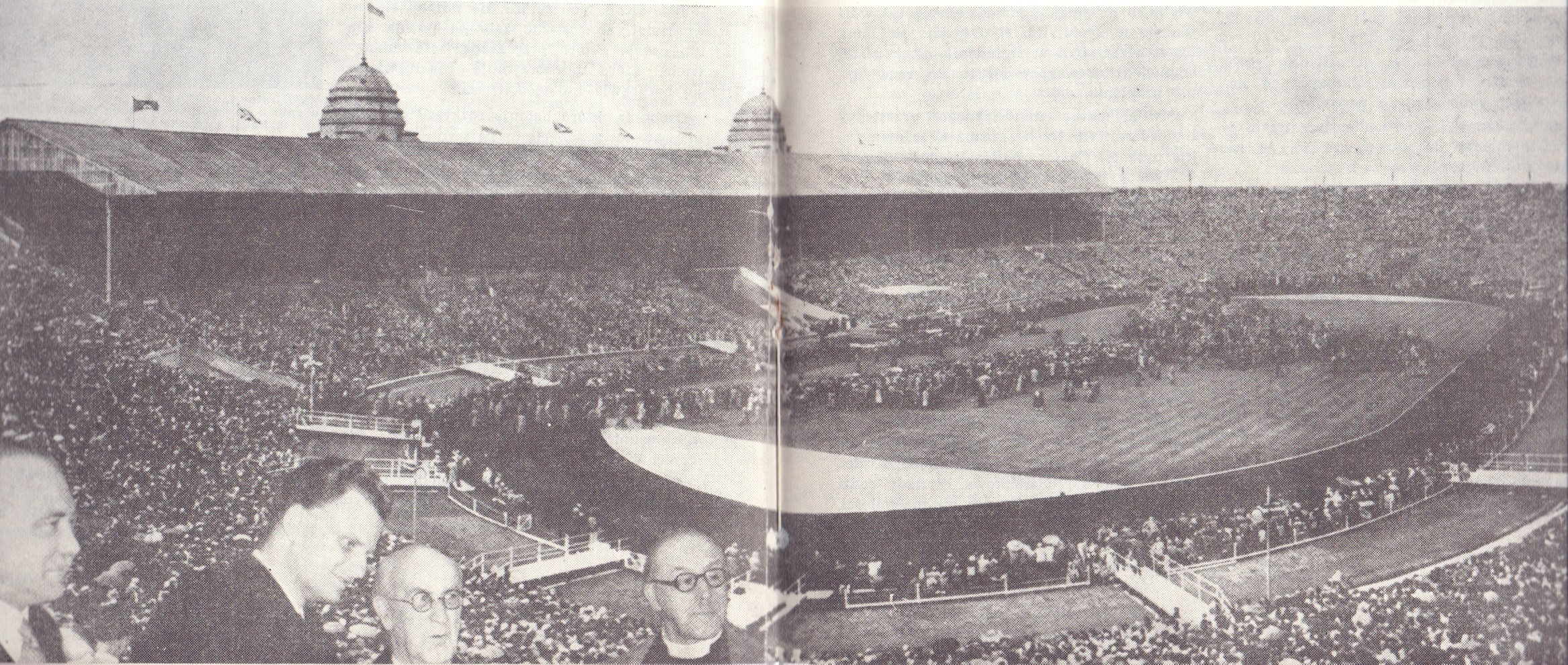
Les tribunes partiellement couvertes, en 1954.
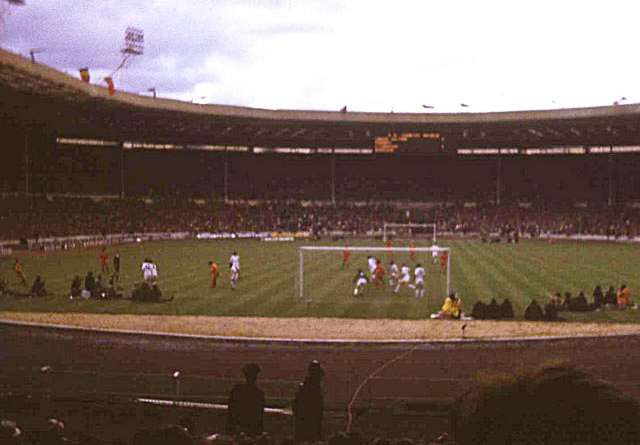
Scène du Charity Shield, en 1974.
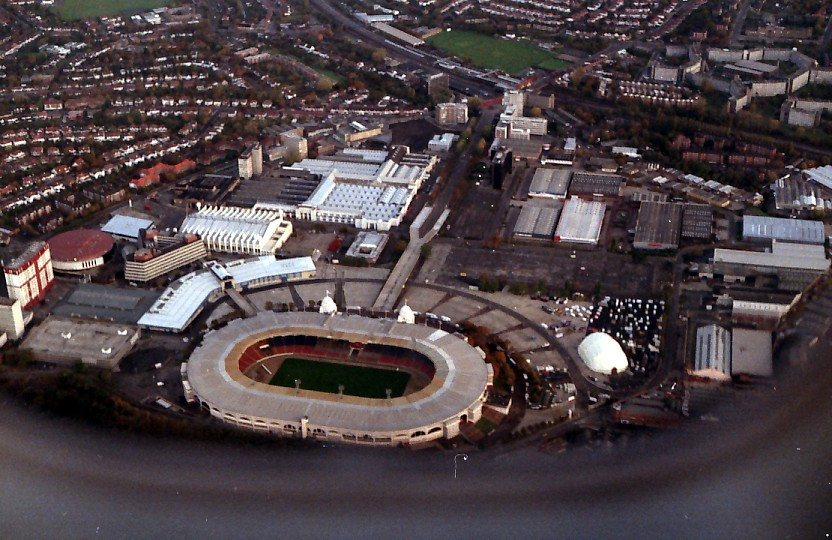
Vue aérienne, en 1991.
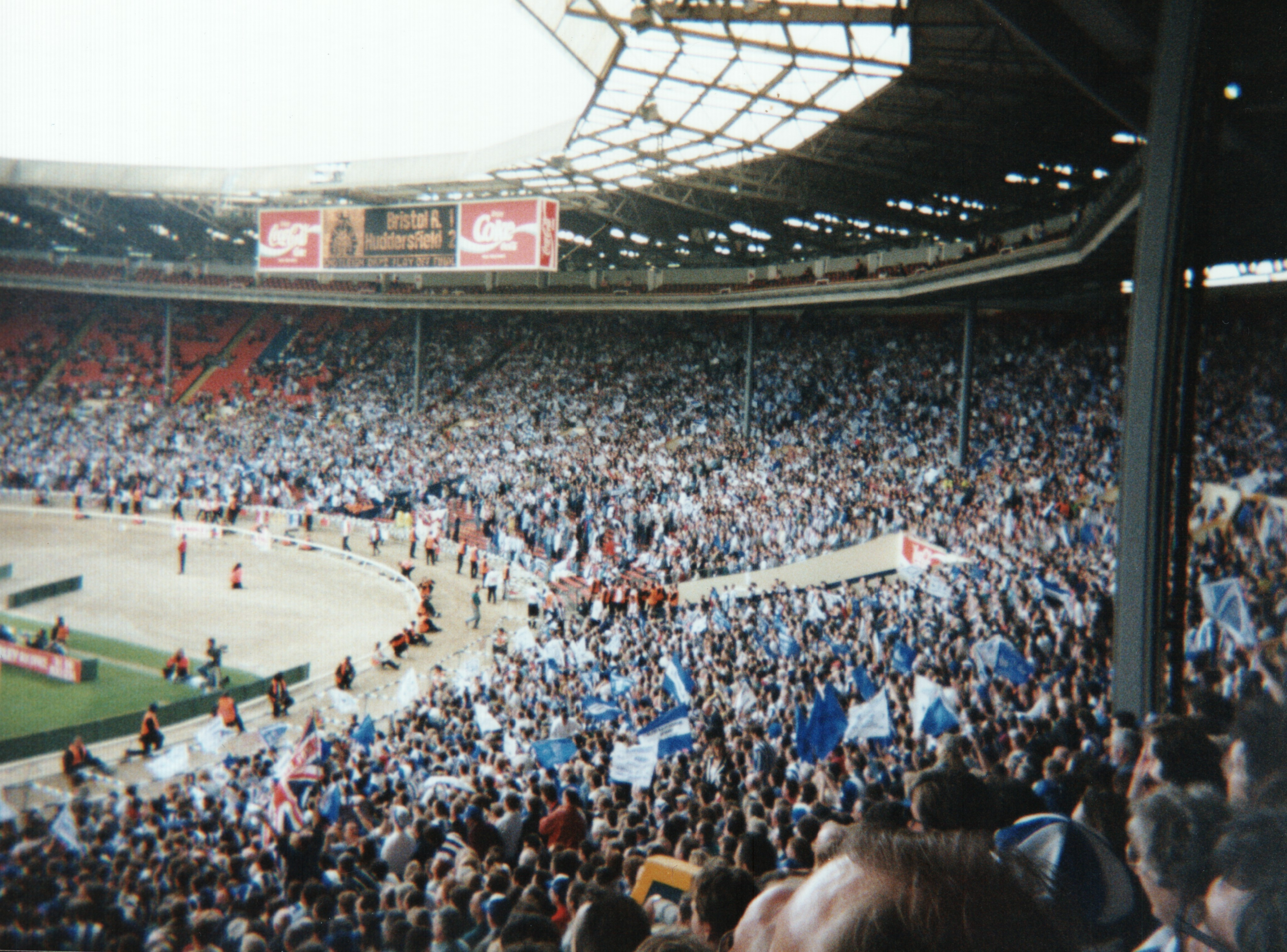
Vue des tribunes, en 1992.